# Katharina Meinecke (Archäologin)
Katharina Meinecke (* 1979 in Hamburg) ist eine deutsche Klassische Archäologin.

## Leben
Katharina Meinecke studierte Klassische Archäologie, Alte Geschichte und Kunstgeschichte an der Humboldt-Universität zu Berlin, wo sie 2003 ihren Magister erlangte und 2009 promoviert wurde, beides bei Henning Wrede. Von 2006 bis 2009 war sie wissenschaftliche Hilfskraft an der Fotothek der Abteilung Rom des Deutschen Archäologischen Institut, von 2009 bis 2010 wissenschaftliche Mitarbeiterin am DFG-Projekt „Qasr al-Mschatta – Das frühislamische Wüstenschloss, Dokumentation und Deutung“ an der Technischen Universität Berlin. Für die Jahre 2010 bis 2011 erhielt sie das Reisestipendium des Deutschen Archäologischen Instituts. Von 2011 bis 2017 war sie Assistentin am Institut für Klassische Archäologie der Universität Wien, wo sie 2018 auch habilitiert wurde. Von 2018 bis 2019 war sie wissenschaftliche Referentin und Leiterin der Fotothek der Abteilung Rom des Deutschen Archäologischen Instituts. Ab April 2021 war sie Juniorprofessorin für Archäologie des Mittelmeerraumes an der Universität Leipzig. Zum 15. Oktober 2023 wurde sie Professorin für Klassische Archäologie an der Universität des Saarlandes in Saarbrücken.
Meineckes wissenschaftlichen Schwerpunkte liegen auf den Gebieten der hellenistisch-römischen Plastik, der römischen Bestattungskultur, der visuellen Kultur der Spätantike aus globaler Perspektive, besonders auch in ihren Beziehungen zur frühislamischen Kultur, und der digitalen Bildwissenschaften.